# Dambach (Ehingen)

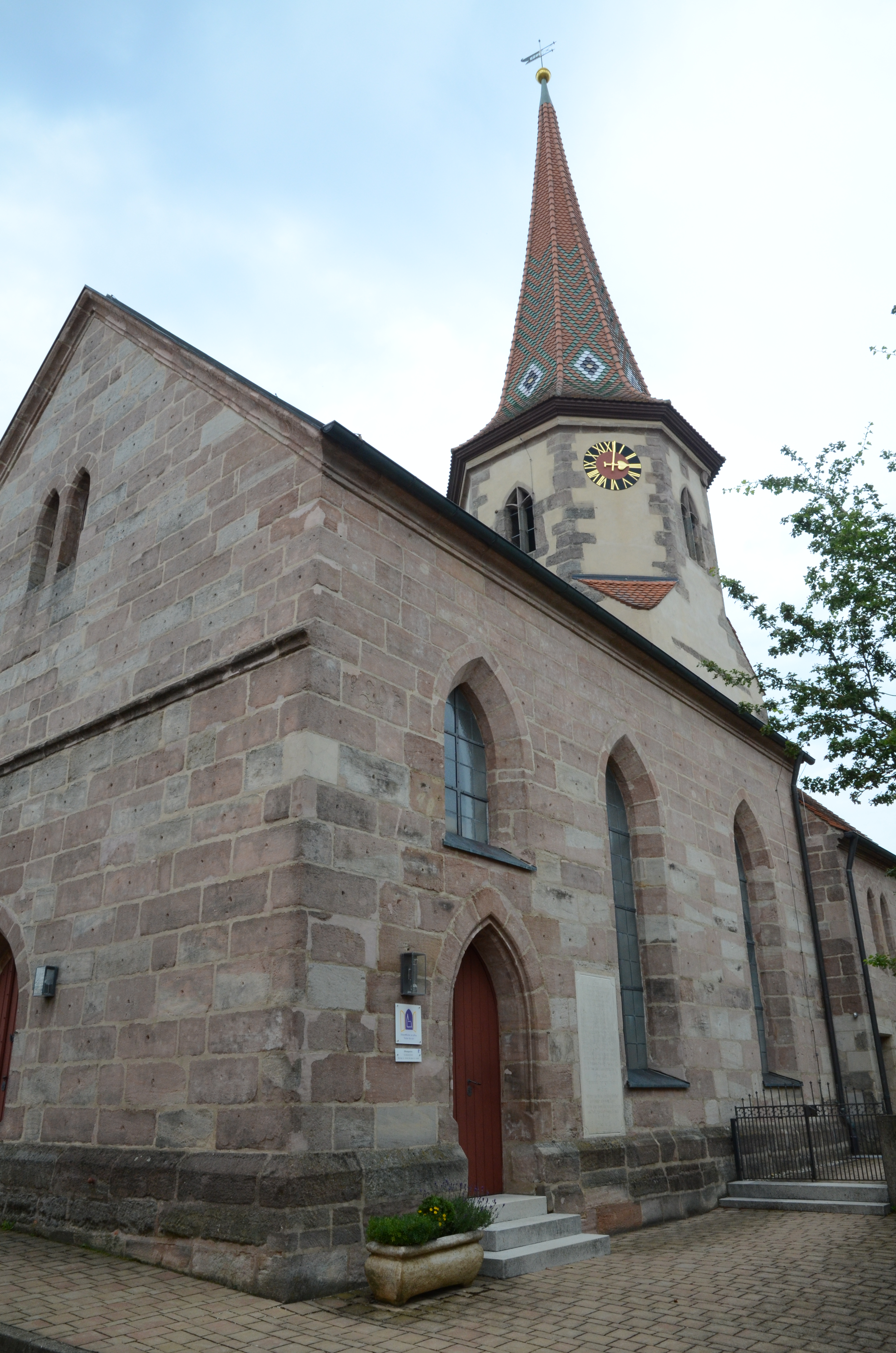
St. Johanneskirche

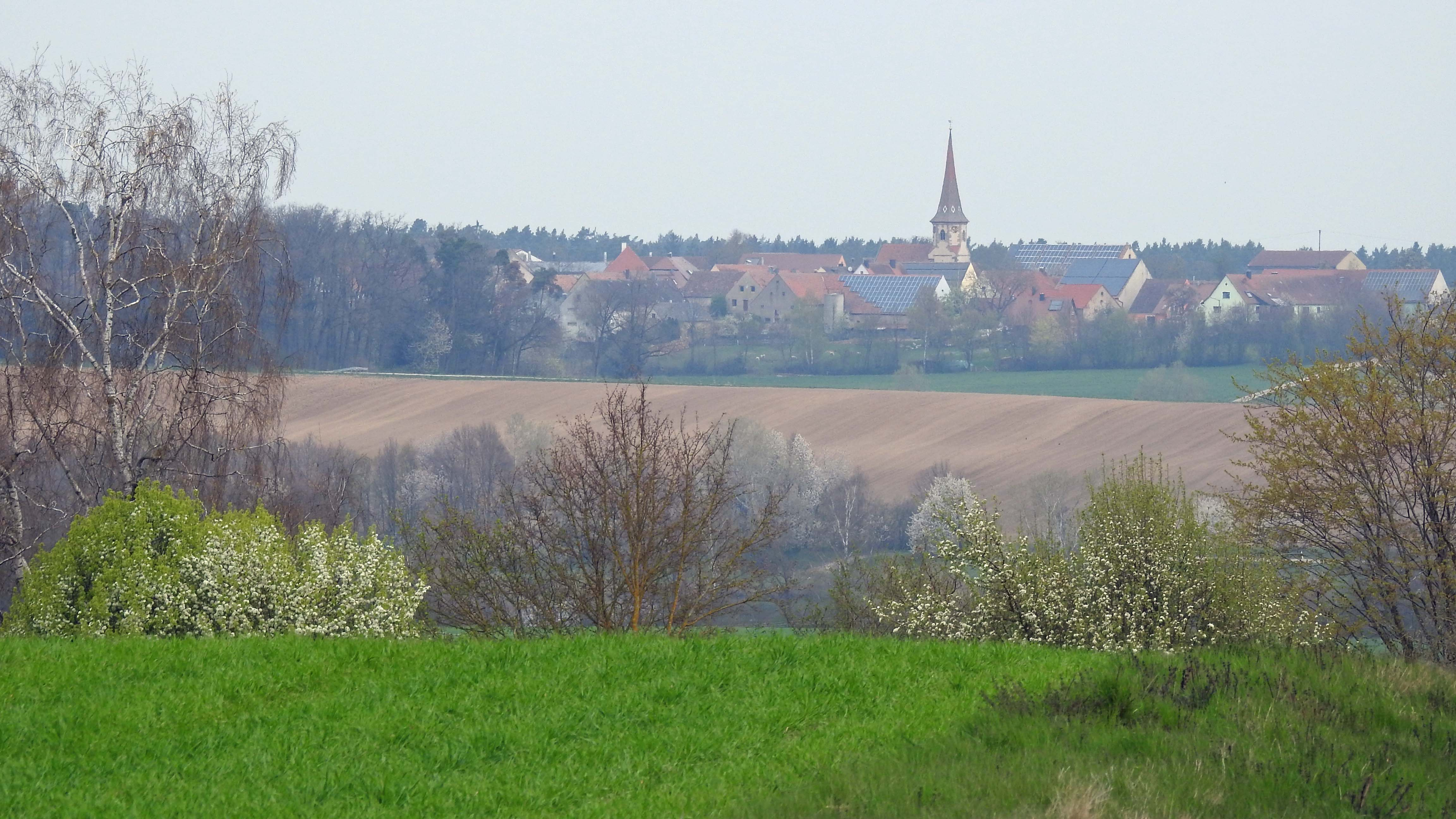
Dambach von Süden

Dambach ist ein Gemeindeteil der Gemeinde Ehingen im Landkreis Ansbach (Mittelfranken, Bayern). Die Gemarkung Dambach hat eine Fläche von 4,364 km². Sie ist in 481 Flurstücke aufgeteilt, die eine durchschnittliche Fläche von 9073,46 m² haben. In ihr liegt neben dem namensgebenden Ort der Gemeindeteil Hammerschmiede.

## Geografie
Das Kirchdorf liegt etwa drei Kilometer nördlich von Ehingen. Von Dambach aus hat man einen schönen Blick auf den nahe gelegenen Hesselberg. Südlich des Ortes fließt der Schließfeldgraben, ein linker Zufluss des Lentersheimer Mühlbachs, der wiederum ein linker Zufluss der Wörnitz ist. 1 km nördlich befinden sich Überreste des Limes.
Eine Gemeindeverbindungsstraße führt nach Ehingen (1,6 km südwestlich). Zwei weitere Gemeindeverbindungsstraßen führen zu einer Gemeindeverbindungsstraße (0,8 km östlich bzw. 0,9 km nordöstlich), die nach Ehrenschwinden bzw. nach Lentersheim zur Staatsstraße 2248 verläuft. An der Straße in Richtung Ehingen steht eine Eiche, die als Naturdenkmal ausgezeichnet ist.
Durch den Ort führt der Deutsche Limes-Radweg. Er folgt dem Obergermanisch-Raetischen Limes über 818 km von Bad Hönningen am Rhein nach Regensburg an der Donau.

## Geschichte
Der Ort wurde 1146 als „Tambach“ erstmals urkundlich erwähnt. Der Ortsname leitet sich vom gleichlautenden Gewässernamen ab, dessen Bestimmungswort „tann“ (=Tanne) ist. Demnach bedeutet der Gewässername „bei dem von Tannen umgebenen Bach“.
Im 12. Jahrhundert wurde ein Ortsadeliger, Rüdiger von Dambach, wohnhaft auf dem Sitz des heutigen Pfarrhauses, erwähnt.
Miles Heinrich von Kemenaten verkaufte 1311 seine dortigen Güter an das Kloster Heilsbronn. Das Kloster war ab dem 14. Jahrhundert neben Dinkelsbühl und Eichstätt einer von dreien Zehntherren. Unter den Folgen des Dreißigjährigen Krieges litt der Ort vom Spätherbst 1631 an.
Dambach lag im Fraischbezirk des ansbachischen Oberamtes Wassertrüdingen. Die Reichsstadt Dinkelsbühl wollte die Fraisch auf ihren Gütern geltend machen. Die Dorf- und Gemeindeherrschaft hatte das Kastenamt Wassertrüdingen. Gegen Ende des 18. Jahrhunderts gab es in Dambach 35 Anwesen. Grundherren waren
- ansbachische Ämter (23 Anwesen; Verwalteramt Forndorf: 1 Söldengut; Verwalteramt Röckingen: 7 Güter, 2 Sölden; Verwalteramt Waizendorf: 5 Halbhöfe; Kastenamt Wassertrüdingen: 3 Gütlein, 1 Haus mit Back- und Feuerrecht, 4 Halbhäuser)
- die Reichsstadt Dinkelsbühl (katholische Kirchenpflege: 2 Halbhöfe)
- das Hochstift Eichstätt (6 Anwesen; Vogtamt Cronheim: 1 Hof, 4 Söldengüter, 1 Söldengütlein)
- der Deutsche Orden (Obervogtamt Absberg: 1 Söldengütlein)
- die Herrschaft Dennenlohe (1 Anwesen)
- Freieigen (2 halbe Güter).

Außerdem gab es eine Kirche, ein Pfarrhaus, ein Schulhaus und ein Gemeindehirtenhaus.
Von 1797 bis 1808 unterstand der Ort dem Justiz- und Kammeramt Wassertrüdingen.
1806 kam Dambach an das Königreich Bayern. Infolge des Gemeindeedikts wurde der Ort dem 1809 gebildeten Steuerdistrikt Lentersheim zugeordnet. Zeitgleich entstand die Ruralgemeinde Dambach, zu der Hammerschmiede, Kreuthof und Ziegelhütte gehörten. Sie war in Verwaltung und Gerichtsbarkeit dem Landgericht Wassertrüdingen zugeordnet und in der Finanzverwaltung dem Rentamt Wassertrüdingen (1919 in Finanzamt Wassertrüdingen umbenannt, 1932–1973 Finanzamt Gunzenhausen, seit 1973 Finanzamt Ansbach). Die Verwaltung übernahm 1862 das neu geschaffene Bezirksamt Dinkelsbühl (1939 in Landkreis Dinkelsbühl umbenannt). Die Gerichtsbarkeit blieb beim Landgericht Wassertrüdingen (1879 in Amtsgericht Wassertrüdingen umbenannt), von 1956 bis 1970 war das Amtsgericht Gunzenhausen zuständig und von 1970 bis 1973 das Amtsgericht Dinkelsbühl, das seit 1973 eine Zweigstelle des Amtsgerichtes Ansbach ist. Die Gemeinde Dambach hatte eine Gebietsfläche von 4,395 km². Mit der Auflösung des Landkreises Dinkelsbühl im Jahr 1972 kam Dambach an den Landkreis Ansbach.
Am 1. Mai 1978 wurde Dambach im Zuge der Gebietsreform in Bayern nach Ehingen eingemeindet.

### Bau- und Bodendenkmäler
- Das Kastell Dambach lag unmittelbar am raetischen Limes an der Stelle, wo heute Hammerschmiede mit den Weihern liegen. In seiner zweiten Ausbauphase hatte es eine Größe von etwa 2,2 Hektar. Neben dem Kastell entwickelte sich auch eine Zivilsiedlung, ein sogenannter Vicus. Zudem gab es im östlich gelegenen Wald Heide wohl ein kleines Amphitheater in Holz-Erde-Bauweise. Heute ist von den römischen Relikten im Gelände kaum mehr etwas zu sehen, da durch die frühen industriellen Bauten und den Teichbau vieles zerstört wurde.[16]
- Haus Nr. 01: Pfarrhaus, zweigeschossiger verputzter Barockbau mit Walmdach, um 1800; Einfriedung, massiv.[16]
- Haus Nr. 13: Schulhaus, 1824/25 errichtet anstelle des Schulhauses von 1651; renoviert 1876/77. Zweigeschossiger Putzbau mit Satteldach mit fünf zu drei Achsen. Scheunenanbau mit einem Korbbogentor.[17]
- Haus Nr. 48: Ehemalige Evang.-Luth. Pfarrkirche, St. Johannes der Täufer, unverputzte gotische Chorturmkirche aus Sandstein, im Kern 14. Jh., erneuertes und verbreitertes Langhaus bez. 1501, Turmoktogon mit Spitzhelm 1714; mit Ausstattung. Der Tag der Kirchweih ist der Sonntag vor dem Jakobitag, dem 25. Juli.[16]
- Friedhofsmauer, verputzter Bruchstein, wohl von 1877; Holzkruzifix mit gusseisernem Corpus, um 1880.[16]

### Einwohnerentwicklung
Gemeinde Dambach
| Jahr      | 1818   | 1840   | 1852   | 1855   | 1861   | 1867   | 1871   | 1875   | 1880   | 1885   | 1890   | 1895   | 1900   | 1905   | 1910   | 1919   | 1925   | 1933   | 1939   | 1946   | 1950   | 1952   | 1961   | 1970   |
| Einwohner | 271    | 328    | 306    | 297    | 286    | 268    | 259    | 260    | 261    | 250    | 239    | 219    | 218    | 221    | 236    | 243    | 236    | 218    | 190    | 300    | 283    | 226    | 183    | 178    |
| Häuser    | 46     | 54     |        |        |        |        | 55     |        |        | 54     | 52     |        | 52     |        |        |        | 48     |        |        |        | 48     |        | 45     |        |
| Quelle    | [ 19 ] | [ 20 ] | [ 21 ] | [ 21 ] | [ 22 ] | [ 23 ] | [ 24 ] | [ 25 ] | [ 26 ] | [ 27 ] | [ 28 ] | [ 21 ] | [ 29 ] | [ 21 ] | [ 30 ] | [ 21 ] | [ 31 ] | [ 21 ] | [ 21 ] | [ 21 ] | [ 32 ] | [ 21 ] | [ 13 ] | [ 33 ] |

Ort Dambach
| Jahr      | 001818 | 001840 | 001861 | 001871 | 001885 | 001900 | 001925 | 001950 | 001961 | 001970 | 001987 | 002006 | 002016 |
| Einwohner | 242    | 285    | 254    | 240    | 227    | 200    | 214    | 272    | 179    | 167    | 145    | *162   | *147   |
| Häuser    | 42     | 51     |        |        | 52     | 49     | 45     | 46     | 44     |        | 37     |        |        |
| Quelle    | [ 19 ] | [ 20 ] | [ 22 ] | [ 24 ] | [ 27 ] | [ 29 ] | [ 31 ] | [ 32 ] | [ 13 ] | [ 33 ] | [ 34 ] | [ 1 ]  | [ 1 ]  |

## Religion
Der Ort ist seit der Reformation evangelisch-lutherisch geprägt und Sitz der Pfarrei St. Johannes der Täufer. Die Einwohner römisch-katholischer Konfession waren ursprünglich nach Beatae Mariae Virginis (Großlellenfeld) gepfarrt, heute ist die Pfarrei Heilig Geist (Wassertrüdingen) zuständig.

## Bildung
Seit Ende des Dreißigjährigen Krieges gab es in Dambach ein Schulhaus, das ursprünglich auf dem Grundstück des Anwesens Hausnummer 20 stand. Der Lehrer verrichtete zusätzlich die Dienste des Messners und Organisten. Den Beruf des Lehrers übten damals meist ausgediente Soldaten aus. Das Schulhaus war auch die Wohnung des Lehrers. Wohnraum und Klassenzimmer waren derselbe Raum. Waren alle Schüler versammelt, belief sich die Zahl bis auf 60. Jedoch war der Schulbesuch sehr unregelmäßig, da die Kinder viel in der Landwirtschaft helfen mussten. Alle Schüler wurden zusammen in einem Raum unterrichtet.
Im Jahre 1825 wurde ein neues Schulgebäude (Hausnummer 13) erbaut, das sich jedoch bald als zu klein erwies. Aus diesem Grund errichtete man 1872 erneut ein Schulhaus auf dem Grundstück des Anwesens mit der Hausnummer 46. Mit der Schulreform 1970 wurde die Volksschule in Dambach aufgelöst und die Kinder gehen seitdem in eine auswärtige Schule.

## Vereine
- Schützenverein Heidegrün
- Obst- und Gartenbauverein
- Freiwillige Feuerwehr
- Dorfjugend Dambach
- Posaunenchor
- Verein zur Pflege der Kultur und Dorfgemeinschaft Dambach e. V.